# Contea di Menard (Texas)
La contea di Menard in inglese Menard County è una contea dello Stato del Texas, negli Stati Uniti. La popolazione al censimento del 2010 era di 2 242 abitanti. Il capoluogo di contea è Menard. La contea è stata creata nel 1858 dalla contea di Bexar e successivamente organizzata nel 1871. Il suo nome deriva da Michel Branamour Menard, il fondatore di Galveston.

## Storia
| Anno | Popolazione | ±%     |
| ---- | ----------- | ------ |
| 1870 | 667         | Note:  |
| 1880 | 1,239       | 85.8%  |
| 1890 | 1,215       | −1.9%  |
| 1900 | 2,011       | 65.5%  |
| 1910 | 2,707       | 34.6%  |
| 1920 | 3,162       | 16.8%  |
| 1930 | 4,447       | 40.6%  |
| 1940 | 4,521       | 1.7%   |
| 1950 | 4,175       | −7.7%  |
| 1960 | 2,964       | −29.0% |
| 1970 | 2,646       | −10.7% |
| 1980 | 2,346       | −11.3% |
| 1990 | 2,252       | −4.0%  |
| 2000 | 2,360       | 4.8%   |
| 2010 | 2,242       | −5.0%  |

Nell'8000 a.C. arrivarono nella contea i primi abitanti nativi americani. Più tardi si stanziarono nella zona tribù di Comanche e Lipan Apache.

## Geografia fisica
Secondo l'Ufficio del censimento degli Stati Uniti d'America la contea ha un'area totale di 902 miglia quadrate (2340 km²), di cui 902 miglia quadrate (2340 km²) sono terra, mentre 0,2 miglia quadrate (0,52 km², corrispondenti allo 0,03% del territorio) sono costituiti dall'acqua.

### Strade principali
- U.S. Highway 83
- U.S. Highway 190
- U.S. Highway 377
- State Highway 29

### Contee adiacenti
- Concho County (nord)
- McCulloch County (nord-est)
- Mason County (est)
- Kimble County (sud)
- Schleicher County (ovest)
- Sutton County (sud-ovest)
- Tom Green County (nord-ovest)